# Severna polobla
Séverna pólóbla (ali séverna hemisfêra) je polovica planeta severno od njegovega ekvatorja. Na severni polobli Zemlje se nahaja večina kopnega, na njej pa živi kar 90 % svetovnega človeškega prebivalstva. Zaradi nagiba Zemljine vrtilne osi, hladnejši del leta traja od zimskega Sončevega obrata (21. marec) do poletnega Sončevega obrata (21. junij).

## Celine, ki ležijo na severni polobli
- Evropa v celoti
- celotna Severna Amerika in Srednja Amerika
- velika večina Azije (razen indonezijskih otokov)
- približno 2/3 Afrike
- 1/10 Južne Amerike

Na severni polobli ni vzporednika, ki ne bi bil brez kopnega; razen ozek pas na Arktiki ob severnem tečaju, ki je pod ledom. Takšno območje je le na južni polobli.